# 波蘭鎮區 (愛荷華州比尤納維斯塔縣)
波蘭鎮區（英語：Poland Township）是位於美國愛荷華州比尤納維斯塔縣的一個行政鎮區。

## 地方資料
根據2010年美國人口普查的數據，波蘭鎮區的面積為95.28平方千米，當中陸地面積為94.56平方千米，而水域面積為0.72平方千米。當地共有人口595人，而人口密度為每平方千米6.24人。